# Ammunition Spent
Ammunition Spent är Plastic Prides andra och sista studioalbum, utgivet på Black Star Foundation 2001.

## Låtlista
1. "Cross"
2. "The Price of Being Weak"
3. "Lying to Please You"
4. "Between the Lines"
5. "Scraped"
6. "Spend the Night"
7. "Wellguarded"
8. "Dive"
9. "Naked"
10. "Tired of Watching"